# فريدريك إم. أبوت
فريدريك إم. أبوت (بالإنجليزية: Frederick M. Abbott)‏ هو أكاديمي أمريكي، ولد في 1952.